# Pécsdevecser
Pécsdevecser es un pueblo ubicado en el distrito de Siklós, en el condado de Baranya, Hungría.

## Superficie
Posee una superficie de 4,740 kilómetros cuadrados.

## Demografía
Hasta 2019 la población era de 114 habitantes, con una densidad de población de 24,05 habitantes por kilómetro cuadrado.